# Phalangonyx buettikeri
Phalangonyx buettikeri är en skalbaggsart som beskrevs av Guido Sabatinelli och Pontuale 1998. Phalangonyx buettikeri ingår i släktet Phalangonyx och familjen Melolonthidae. Inga underarter finns listade i Catalogue of Life.